# Stonehouse (Gloucestershire)
Stonehouse – miasto i civil parish w Anglii, w hrabstwie Gloucestershire, w dystrykcie Stroud. Leży 14 km na południe od miasta Gloucester i 152 km na zachód od Londynu. W 2011 roku civil parish liczyła 7725 mieszkańców. Stonehouse jest wspomniana w Domesday Book (1086) jako Stanhus.